# شورولت فلیت‌لاین
شورولت فلیت‌لاین (انگلیسی: Chevrolet Fleetline) مجموعه ای از خودروهای تولید شده توسط شورولت از سال ۱۹۴۱ تا ۱۹۵۲ بود. در ابتدا به عنوان زیر مجموعه ای از شورولت ویژه دلوکس معرفی شد، اما در نهایت به خط مدل جداگانه خود تبدیل شد. سری فلیت‌لاین شامل هر دو سدان دو در و چهار در و همچنین یک کوپه فست بک دو در بود.
طراحی فلیت‌لاین متأثر از جنبش Art Deco آن زمان بود که با خطوط براق و اشکال ساده مشخص می‌شد. بدنه ای گرد با گلگیرهای یکپارچه و طراحی جلوپنجره متمایز داشت. نسخه کوپه فست بک که با نام Aerosedan شناخته می‌شود دارای یک سقف شیبدار بود که تا انتهای خودرو امتداد داشت و ظاهری منحصر به فرد و شیک به آن بخشیده بود.

## جنگ جهانی دوم
فلیت‌لاین در طول سال‌های تولید خود از موتورهای مختلف استفاده می‌کرد. در سال‌های اولیه، این خودرو به یک موتور ۳٫۵ لیتری شش خطی مجهز بود که حدود ۹۰ اسب بخار قدرت تولید می‌کرد. با این حال، در طول جنگ جهانی دوم، تولید خودروهای غیرنظامی متوقف شد و شورولت تمرکز خود را به تولید خودروهای نظامی معطوف کرد. در نتیجه، تولید فلیت‌لاین به‌طور موقت به حالت تعلیق درآمد.

## موتور ۳٫۹ لیتری شش سیلندر
پس از جنگ، شورولت تولید فلیت‌لاین را با برخی به روز رسانی‌ها و بهبودها از سر گرفت. در سال ۱۹۴۷، یک موتور ۳٫۹ لیتری شش سیلندر خطی قدرتمندتر معرفی شد که حدود ۱۰۰ اسب بخار قدرت داشت. این موتور نسبت به مدل قبلی خود عملکرد و راندمان سوخت بهتری داشت.

## ۱۹۴۹
در سال ۱۹۴۹، شورولت اولین طراحی مجدد خود را پس از جنگ برای سری فلیت‌لاین ارائه کرد. مدل‌های جدید با جلوپنجرهٔ یک‌تکه و گلگیرهای عقب یکپارچه‌تر، حالتی عریض‌تر و پایین‌تر داشتند. طراحی جلوپنجره نیز به روز شد تا ظاهر مدرن تری به خودروها بدهد.

## شورولت دلوکس کانورتیبل
یکی از انواع قابل توجه سری فلیت‌لاین، شورولت دلوکس کانورتیبل بود که دارای یک تاپ کانورتیبل برقی بود. این مدل به دلیل تجربه رانندگی در فضای باز و طراحی شیک بسیار مورد توجه قرار گرفت.

## به روز رسانی
در سال ۱۹۵۰، شورولت با معرفی استایل بدنه "Fastback" به روز رسانی قابل توجهی را در سری فلیت‌لاین ارائه کرد. این طراحی جدید شیب عقب بارزتری داشت و ظاهری تهاجمی و اسپرت به خودرو می‌داد. مدل‌های Fastback در دو پیکربندی دو در و چهار در موجود بودند.

## استقبال
شورولت فلیت لاین در طول سال‌های تولید خود با استقبال خوبی از سوی مصرف‌کنندگان مواجه شد. به دلیل طراحی شیک، فضای داخلی راحت و عملکرد قابل اعتماد آن مورد تحسین قرار گرفت. مقرون به صرفه بودن فلیت‌لاین همچنین آن را به یک انتخاب محبوب در میان خریدارانی که به دنبال یک وسیله نقلیه کاربردی و اقتصادی هستند تبدیل کرده‌است.

## سرانجام
با وجود محبوبیت، سری فلیت‌لاین در نهایت در سال ۱۹۵۲ متوقف شد و راه را برای خط جدید خودروهای شورولت باز کرد. با این حال، میراث آن به عنوان یک خودروی کلاسیک که امروزه به شدت مورد توجه کلکسیونرها و علاقه مندان است، زنده است.